# Siemens-Hochhaus (Bremen)
Das Siemens-Hochhaus in Bremen ist ein Verwaltungsgebäude in der Nähe des Hauptbahnhofs. Das 1961/62 als Sitz der Zweigniederlassung Bremen des Siemens-Konzerns von den Architekten Max Säume und Th. Siegfried A. Morschel geplante Hochhaus wurde 1965 fertiggestellt. Das 61 Meter hohe Gebäude mit 16 Geschossen war bis zur Errichtung des Weser Towers das höchste Bürohaus der Stadt. Heute dient es einigen bremischen Behörden als Verwaltungssitz.

## Geschichte
Zeitgleich wurden das Tivoli-Hochhaus, zwei Parkhäuser, sowie ein acht- und ein sechsstöckiges Gebäude gebaut, die zusammen mit zweigeschossigen Ladenzeilen um das Siemens-Hochhaus herum ein Gebäudeensemble bilden.
Das Gebäude ist vollklimatisiert und entsprach dem damaligen Stand der Technik. Die in ihren Grundflächen flexiblen Büroräume wurden an den Längsseiten angeordnet und boten Platz für bis zu 700 Mitarbeiter, von denen die Mehrheit im Außendienst der Firma Siemens in ganz Norddeutschland tätig war. Im obersten Stockwerk befand sich eine Firmenkantine, in der auch Kunden von Siemens bewirtet wurden. Die Tiefgarage wurde so angelegt, dass die schnelle An- und Ablieferung technischer Geräte und Ersatzteile möglich war. Im Gebäude befinden sich sechs Personenaufzüge und ein Lastenfahrstuhl. Die Nord-Süd-Ausrichtung des Gebäudes war eine Herausforderung für die Klimaanlage und dem Sonnenschutz der Südseite.
1997 kaufte die Stadt Bremen das Gebäude von der Siemens AG. Nach dem Umbau für reine Verwaltungszwecke und Erneuerung der Infrastruktur zogen die Behörde der Senatorin für Soziales, Teile der Bauverwaltung sowie die Ämter für Bauordnung und Stadtplanung hier ein. Das Bauunternehmen Zechbau kaufte 2000 das Hochhaus, um es anschließend weiterzuveräußern. Ein Mietvertrag über 30 Jahre sichert dem jetzigen Eigentümer, einem Münchener Immobilienfonds, beständige Einnahmen. Nachdem es im Laufe der Jahre immer häufiger Klagen der Behördenmitarbeiter über Störungen der inzwischen veralteten Klimaanlage und die nicht zu öffnenden Fenster gegeben hatte, erfolgte die Vorbereitung zum Auszug der rund 350 Mitarbeiter im April 2010. Die Sanierung des Siemens-Hochhauses umfasste eine Erneuerung der gesamten Fassade und den Einbau von Fenstern, die sich auch öffnen lassen. Nach rund einjähriger Bauphase zogen die Behörden Anfang November 2011 in die erneuerten, teilweise neu aufgeteilten Räume ein, während das Erdgeschoss mit einem neuen Bürgerservice-Zentrum des Fachbereichs Bau sich noch in der Umgestaltung befand.

## Galerie

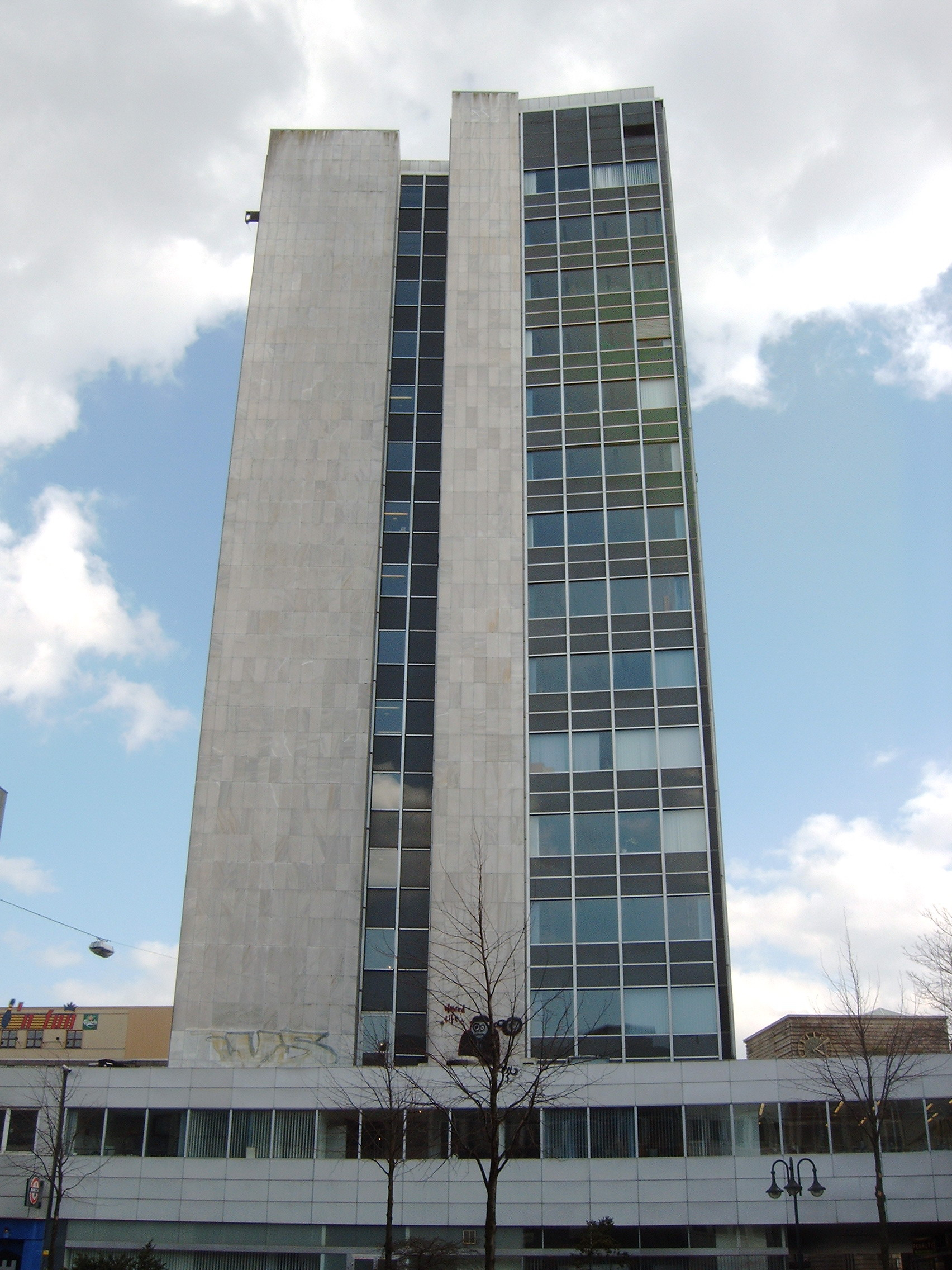
Siemens-Hochhaus, Westseite vor der Fassadensanierung, März 2006
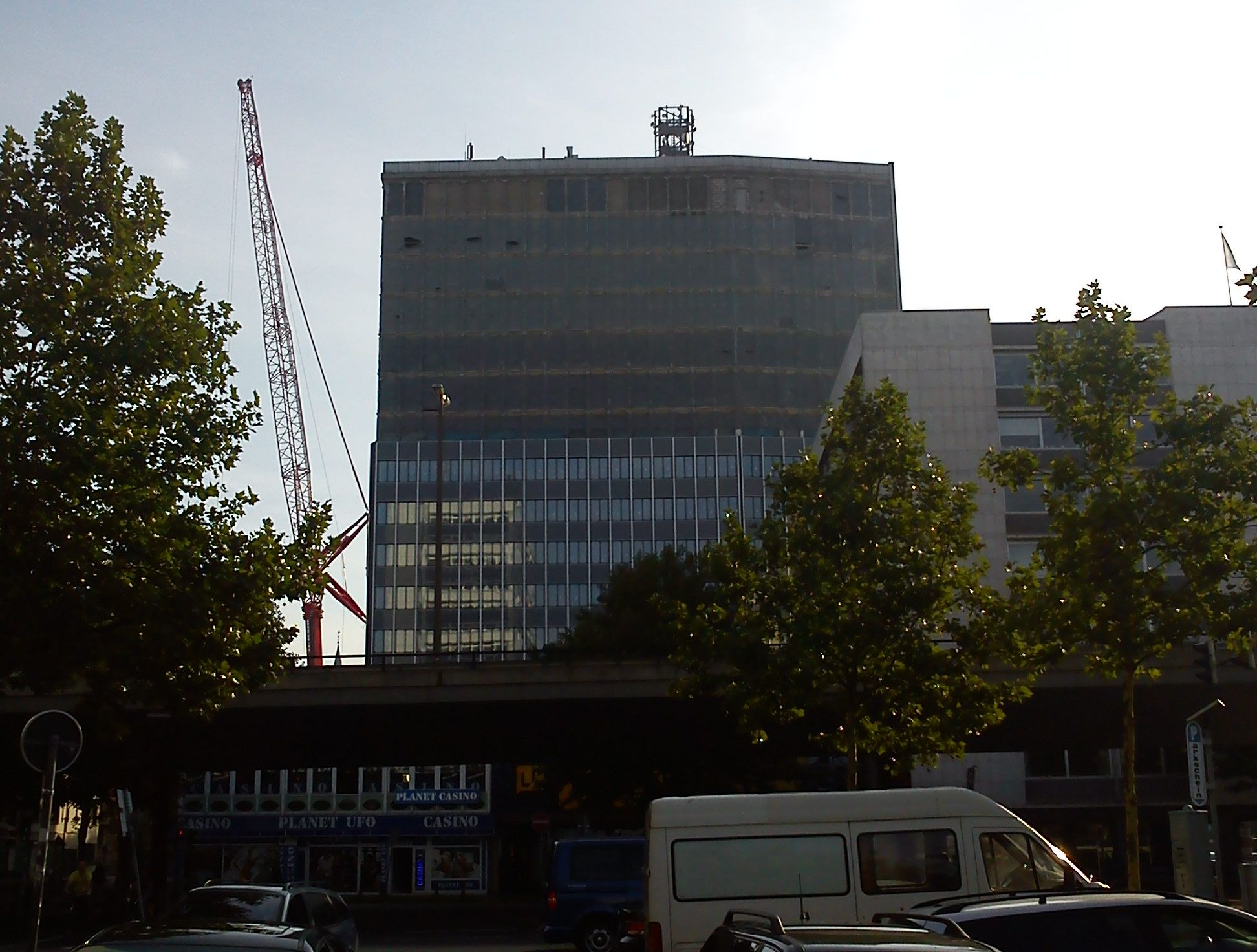
Siemens-Hochhaus, Nordseite während der Sanierung, September 2011
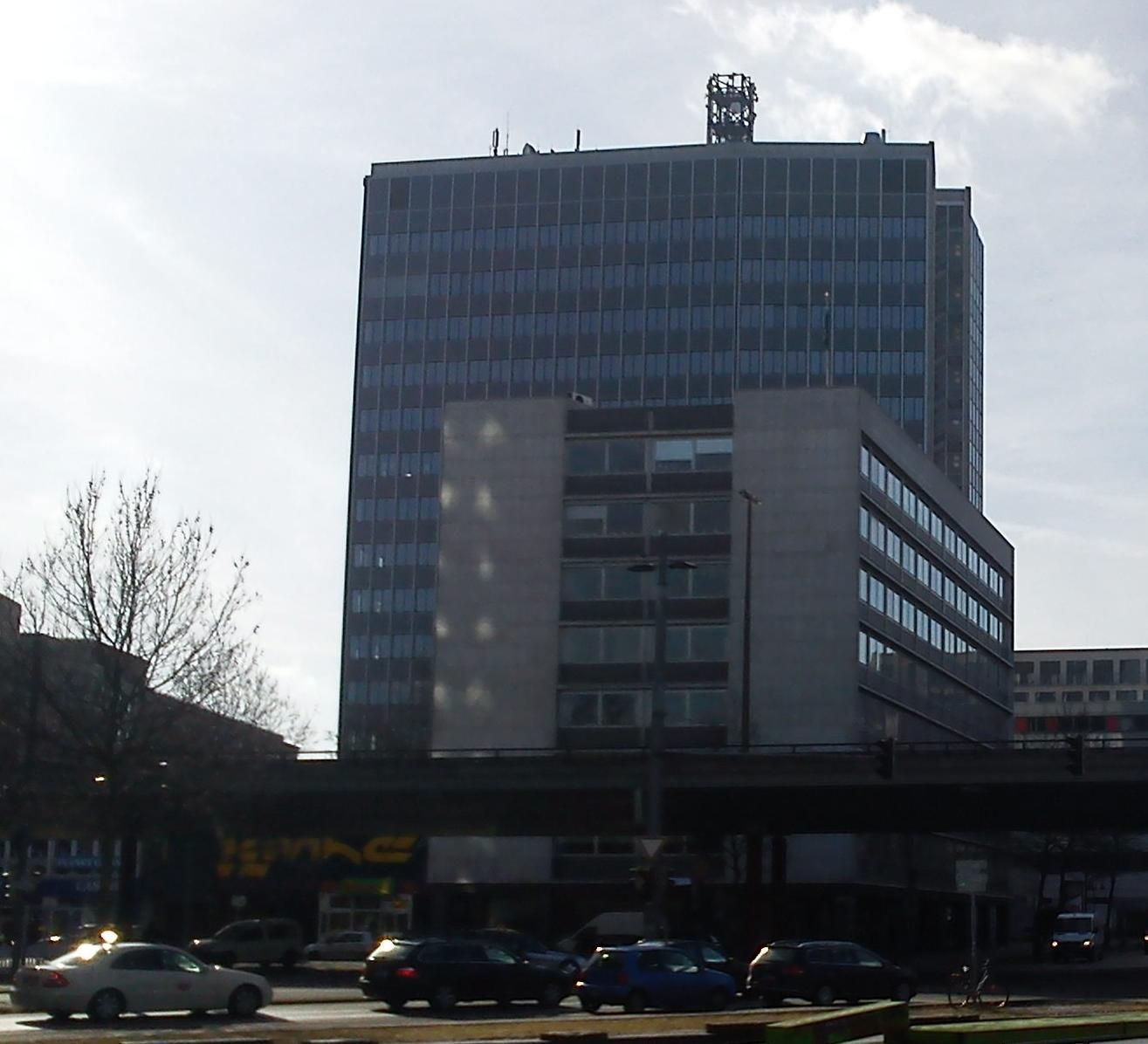
Siemens-Hochhaus, Nordseite nach der Sanierung, Februar 2012
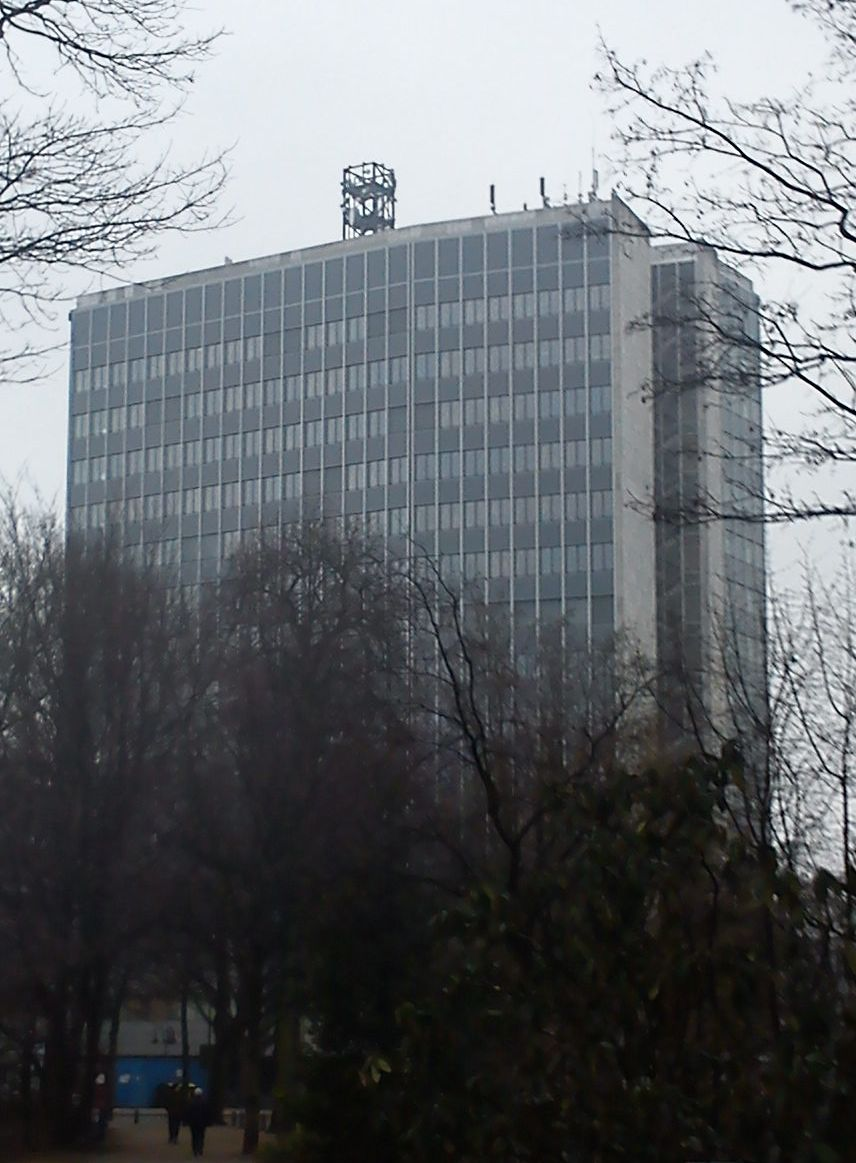
Siemens-Hochhaus, Südseite nach der Sanierung, Februar 2012